# Centrolabrus exoletus
 Centrolabrus exoletus és una espècie de peix de la família dels làbrids i de l'ordre dels perciformes.

## Morfologia
Els mascles poden assolir els 18 cm de longitud total.

## Distribució geogràfica
Es troba des de Noruega fins a Portugal, incloent-hi l'est de Groenlàndia.